# Hoya bandongii
Hoya bandongii är en oleanderväxtart som beskrevs av Kloppenb. och Ferreras. Hoya bandongii ingår i släktet Hoya och familjen oleanderväxter. Inga underarter finns listade i Catalogue of Life.